# Småting
Småting (Piccole cose) è stata una canzone norvegese all'Eurovision del 1972, cantata in norvegese da Grethe Kausland e Benny Borg.
La canzone è una ballata in cui il duo confronta i grandi successi della vita umana (ereditare un castello, sbarcare sulla Luna) con le piccole cose, come guardare un tramonto, che considerano esperienze superiori. 
La canzone fu la sesta della serata, prima di A festa da vida del portoghese Carlos Mendes e dopo Beg, Steal or Borrow, degli inglesi The New Seekers; a fine votazioni, ottenne 73 punti, classificandosi 14ª su 18. 
Come canzone rappresentante la Norvegia fu succeduta da It's Just A Game di Bendik Singers all'Eurovision del 1973.